# Isidro Belton Stadium
Das Isidoro Beaton Stadium ist ein Mehrzweckstadion Belmopan, Belize. Gegenwärtig wird es überwiegend für Fußball genutzt. Die Vereine „Belmopan Blaze“ und „Builders Hardware Bandits“ tragen dort ihre Heimspiele aus.
Das Stadion bietet 2500 Zuschauern Platz.